# 昂布罗讷河
昂布罗讷河（法語：Ambronne，法語發音：[ɑ̃bʁɔn]）是法国奥克西塔尼大区阿列日省与奥德省的河流，是埃尔斯维夫河的右支流，长22.4千米，发源自圣伯努瓦，于穆兰讷夫流入埃尔斯维夫河。